# Campionati mondiali di nuoto in vasca corta 2010 - 200 metri farfalla femminili
Le qualifiche per la finale si sono svolte la mattina del 15 dicembre 2010, mentre la finale si è svolta la sera dello stesso giorno.

## Medaglie
| Posizione | Atleta                 | Paese       |
| --------- | ---------------------- | ----------- |
| Oro       | Mireia Belmonte Garcia | Spagna      |
| Argento   | Jemma Lowe             | Regno Unito |
| Bronzo    | Petra Granlund         | Svezia      |

## Record
Prima della manifestazione il record del mondo (RM) e il record dei campionati (RC) erano i seguenti:
| Record mondiale       | 2:00.78 | Zige Liu Cina             | 15 novembre 2009 Berlino, Germania    |
| Record dei campionati | 2:04.27 | Mary Descenza Stati Uniti | 9 aprile 2008 Manchester, Regno Unito |

Durante la competizione sono stati migliorati i seguenti record:
| Data        | Evento | Atleta                 | Nazione | Tempo   | Record                |
| ----------- | ------ | ---------------------- | ------- | ------- | --------------------- |
| 15 dicembre | finale | Mireia Belmonte Garcia | Spagna  | 2:03.59 | Record dei campionati |

## Risultati batterie
| Pos. | Atleta                    | Nazionalità | Tempo       | Batteria    | Corsia      | Note        |
| ---- | ------------------------- | ----------- | ----------- | ----------- | ----------- | ----------- |
| 1    | Katinka Hosszú            | Ungheria    | 2:04.56     | 1           | 2           |             |
| 2    | Mireia Belmonte Garcia    | Spagna      | 2:04.84     | 2           | 3           |             |
| 3    | Jemma Lowe                | Regno Unito | 2:05.24     | 3           | 4           |             |
| 4    | Petra Granlund            | Svezia      | 2:05.26     | 2           | 4           |             |
| 5    | Felicity Galvez           | Australia   | 2:05.41     | 4           | 4           |             |
| 6    | Audrey Lacroix            | Canada      | 2:05.68     | 3           | 3           |             |
| 7    | Alessia Polieri           | Italia      | 2:05.69     | 2           | 5           |             |
| 8    | Zige Liu                  | Cina        | 2:06.18     | 1           | 7           |             |
| 9    | Martina Granstroem        | Svezia      | 2:06.31     | 4           | 5           |             |
| 10   | Caterina Giacchetti       | Italia      | 2:06.77     | 4           | 3           |             |
| 11   | Kimberly Vandenberg       | Stati Uniti | 2:06.91     | 3           | 5           |             |
| 12   | Mary Mohler               | Stati Uniti | 2:07.01     | 3           | 6           |             |
| 13   | Hiroko Sugino             | Giappone    | 2:07.81     | 4           | 7           |             |
| 14   | Martina Van Berkel        | Svizzera    | 2:08.01     | 2           | 6           |             |
| 15   | Sara Oliveira             | Portogallo  | 2:08.54     | 3           | 2           |             |
| 16   | Amanda Loots              | Sudafrica   | 2:09.21     | 4           | 6           |             |
| 17   | Fan Guo                   | Cina        | 2:09.64     | 1           | 6           |             |
| 18   | Katerine Savard           | Canada      | 2:09.98     | 4           | 2           |             |
| 19   | Emilia Pikkarainen        | Finlandia   | 2:10.77     | 2           | 2           |             |
| 20   | Jasmin Rosenberger        | Turchia     | 2:12.49     | 3           | 7           |             |
| 21   | Meagan Lim                | Singapore   | 2:14.10     | 2           | 1           |             |
| 22   | Patarawadee Kittiya       | Thailandia  | 2:14.12     | 2           | 7           |             |
| 23   | Eliana Barrios            | Venezuela   | 2:15.22     | 4           | 1           |             |
| 24   | SÁNCHEZ Diana Luna        | Messico     | 2:15.66     | 3           | 1           |             |
| 25   | Oriele Alejandra Espinoza | Perù        | 2:18.65     | 4           | 8           |             |
| 26   | Sherazade Amanda Ramond   | Marocco     | 2:25.21     | 3           | 8           |             |
| 27   | Tieri Erasito             | Figi        | 2:27.84     | 1           | 3           |             |
| 28   | Shannon Austin            | Seychelles  | 2:31.86     | 1           | 4           |             |
| 29   | Debra Daniel              | Micronesia  | 3:07.76     | 1           | 5           |             |
|      | Davina Mangion            | Malta       | non partita | non partita | non partita | non partita |

## Finale
| Pos. | Atleta                 | Nazionalità | Tempo   | Corsia | Note                  |
| ---- | ---------------------- | ----------- | ------- | ------ | --------------------- |
|      | Mireia Belmonte Garcia | Spagna      | 2:03.59 | 5      | Record dei campionati |
|      | Jemma Lowe             | Regno Unito | 2:03.94 | 3      |                       |
|      | Petra Granlund         | Svezia      | 2:04.38 | 6      |                       |
| 4    | Katinka Hosszú         | Ungheria    | 2:04.68 | 4      |                       |
| 5    | Zige Liu               | Cina        | 2:04.78 | 8      |                       |
| 6    | Felicity Galvez        | Australia   | 2:04.98 | 2      |                       |
| 7    | Audrey Lacroix         | Canada      | 2:06.52 | 7      |                       |
| 8    | Alessia Polieri        | Italia      | 2:06.98 | 1      |                       |